# Pavilon národního školství
Pavilon národního školství existoval v roce 1928 na brněnském výstavišti. Byl vybudován pro výstavu soudobé kultury v Československu a později byl v 50. letech 20. století zbourán v souvislosti s modernizací areálu.[zdroj?] Na jeho místě byl v roce 1956 dokončen Pavilon H od Evžena Šteflíčka. 
Rozsáhlý funkcionalistický pavilon byl vybudován s nádvořím a zahradou. Hlavní objekt, který se nacházel při severním okraji areálu výstaviště měl dvě křídla (pravé a levé), která se spouštěla k hlavní výstavní třídě. 
Kryté výstavní prostory pavilonu byly osvětleny sešikmenými okny, která se nacházela pod střechou, v horní části stěn. Uvnitř se nacházela expozice, která se týkala školství; byly tam umístěny tři projektory, které ukazovaly obrázky s tematikou různých stupňů vzdělání v ČSR různých národností. 